# Agnese Dolci
Agnese Dolci (1635, pravděpodobněji až 1659 Florencie ? – 1686 nebo 1689 ?), psaná též jako Agnesa či Agnes, byla italskou barokní malířkou, dcerou florentského malíře Carla Dolciho (1616–1686/87). Byla nadějnou umělkyní, jejíž malba se však omezovala na kopírování obrazů vzniklých v otcově dílně. Své obrazy nesignovala, a proto není možné jednoznačně charakterizovat její malířskou osobnost.

## Životopisná data a umělecká tvorba
Agnese Dolci(ová) se narodila do rodiny malíře Carla Dolciho a Terezy Bucherelliové jako jedna ze sedmi dcer, z nichž Agnes a její nejmladší sestra Agáta, se později staly malířkami. Agnese se provdala za hedvábníka Stefana di Carlo Bacci, s nímž měla syna Gaetana a dceru Caterinu. Byla žačkou svého otce a kopistkou jeho obrazů, z nichž však žádný nesignovala, takže jí s jistotou nelze připsat ani jedno z děl pocházejících z otcovy dílny. 

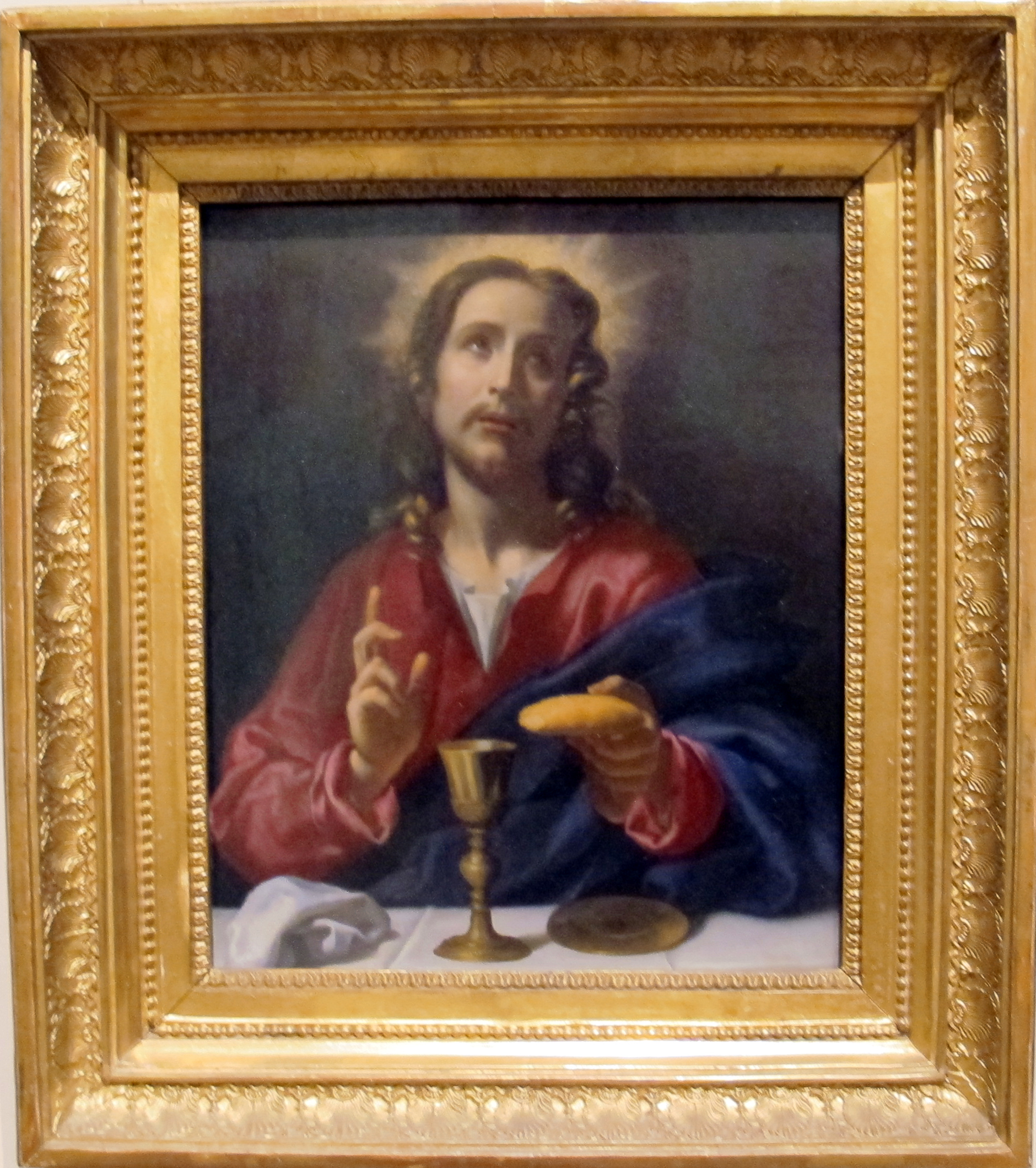
Ježíš žehnající chléb a víno (Agnese Dolci (?), kolem 1680; Musée du Louvre, Paříž, Francie)

Přesto jí bývá připisován obraz Ježíš žehnající chléb a víno, zvaný též Instituce eucharistie, který je vystaven v pařížském Louvre. Obraz vznikl v Dolciho dílně, přičemž se na jeho vzniku velmi pravděpodobně podílela i Dolciho dcera Agnese. V současnosti však Musée du Louvre obraz připisuje jejímu otci Carlo Dolcimu. Tento přípis je možným příkladem genderové nerovnováhy mezi malíři mužského a ženského pohlaví té doby. V historii obrazu pařížský Louvre dále zmiňuje existenci dalších čtyř obrazů s tímto námětem, které vznikly v Dolciho dílně. Tato skutečnost stěžuje určení autorství tohoto obrazu. Mezi další obrazy, které jsou připisovány Agnese Dolci, je také obraz Svatý Stanislav Kostka, vystavený v italském Montepulcianu. Jeho datace je kladena mezi roky 1670 a 1680.

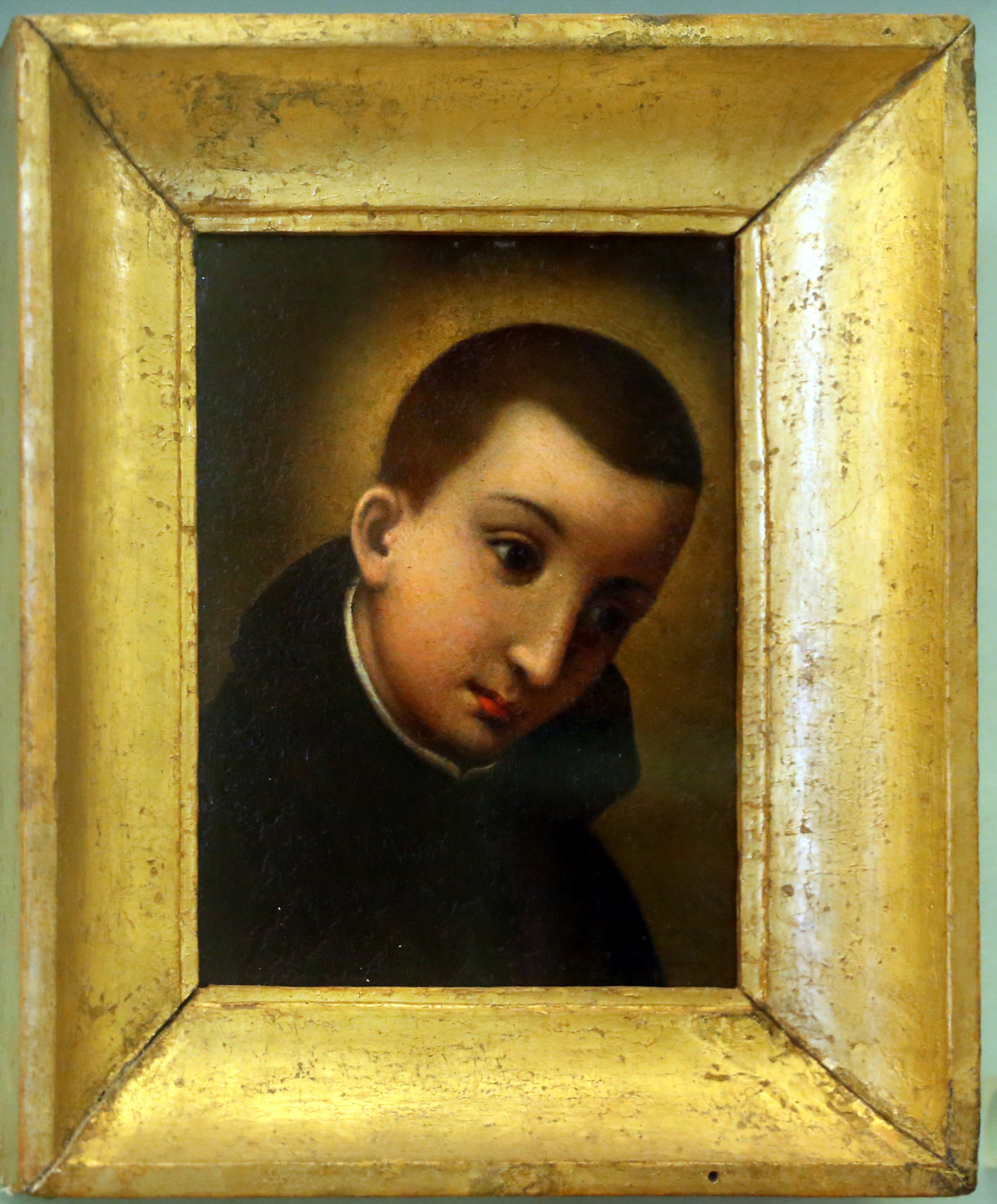
Svatý Stanislav Kostka jako člen Tovaryšstva Ježíšova. (1670/1680; Museo civico di Montepulciano, Montepulciano, Itálie)

Agnese Dolci je rovněž připisován podíl na kresbách obsažených ve skicáři nacházejícím se ve Fitzwilliamově muzeu v Cambridge. Skicář patřil Agnesiině otci, který ho předal jedné ze svých dcer, aniž uvedl její jméno. Protože v době předání skicáře je Agnese Dolci uváděna již jako malířka, lze předpokládat, že to byl zápisník, na jehož kresbách se v 70. letech 17. století podílela i ona. Mimo jiné to dokládá různá kvalita a tematická rozmanitost kreseb, které skicář obsahuje.

## Umělecko-historický význam díla Agnese Dolci
Více informací o Agnese Dolci není k disposici, s výjimkou konstatování, že jí malování naučil její otec, v jehož stylu malby dále pokračovala. Vytvářela zjednodušené kopie otcových obrazů, které však nesignovala, čímž vznikl problém s jejich autorstvím. Nejlépe to dokládá již zmíněný obraz Ježíš žehnající chléb a víno, který byl dlouho připisován Agnese, ale v poslední době je označován za kopii namalovanou Carlo Dolcim. Celý příběh malířky Agnese Dolci tak dokládá, jak obtížně se v umělecké tvorbě prosazovaly ženy, zvláště byly-li dcerami otců, kteří se stali uznávanými malíři. Také proto dílo Agnese Dolci upadlo v zapomnění, podobně jako malířská tvorba jejích předchůdkyň, Marietty Robusti, zv. La Tintoretta (1560–1590) nebo Barbary Longhi (1552–1638).